# 술폴로부스속
술폴로부스속은 술폴로부스과의 속이다.
술폴로부스속에 속하는 고세균종은 유황 온천과 같이 pH 2 - 3, 섭씨 75 - 80 °C의 환경에서 최적의 성장률을 보인다. 세포 모양은 불규칙적이거나 편모형이다.

## 같이 보기
- 형질전환